# Схипперке
Схи́пперке (также ши́пперке, нидерл. Schipperke: [ˈsxɪpərkə]) — пастушья порода собак небольшого размера, выведенная в Бельгии. Несмотря на размер, имеет крепкое телосложение.
Голова имеет форму клина с хорошо развитым черепом и довольно короткой мордой. Тело хорошо сбалансированное, короткое, довольно широкое и коренастое. У схипперке характерная шерсть: очень густая и жёсткая, она образует воротник, гриву, жабо и штаны, что придаёт его контуру уникальность.

## Название
На фламандском языке слово schipperke означает «маленький лодочник», по другим данным — «пастушок». По мнению бельгийского кинолога Флоримонда Вербанка schipperke — видоизменённое schepperke, означающее на старом брабантском диалекте «маленькая овчарка», эту точку зрения поддерживает и кинолог Жан-Мари Ванбутселе. На русском языке произносится как «схипперке» с ударением на первом слоге.

## История породы
Общим предком бельгийской овчарки и схипперке была, вероятно, древняя порода небольших чёрных собак, называвшаяся Леувенар (Leuvenaar). История схипперке начинается в XVII веке. В 1690-х схипперке был любимой собакой рабочих и сапожников квартала Сен-Жери в Брюсселе. Они соревновались между собой, украшая своих собак затейливыми медными ошейниками. Хвосты полностью купировались, вероятно, так было принято ещё с XV века. Порода была известна как охотник на мышей, крыс, кротов и других вредителей.
Первая выставка схипперке состоялась в 1882 году в городе Спа. Порода стала модной благодаря королеве Бельгии Марии Генриэтте. В США и Великобританию она была завезена в 1887 году. В 1888 году был основан племенной клуб и утверждён первый стандарт породы. Клуб схипперке стал первым племенным клубом Бельгии. В то время различались типы собак из Антверпена, Лувена и Брюсселя и предпринимались значительные усилия для унификации породы.
Распространено мнение, что название Schipperke означает на фламандском «маленький капитан», а собаки этой породы использовались в Бельгии для охраны торговых судов и барж.
Вероятно, оно возникло в англоязычных странах в 1880-х годах благодаря путанице между бельгийской породой схипперке и кеесхондом, называвшемся также голландской баржевой собакой.

## Внешний вид
Голова имеет форму клина, но не слишком длинная и достаточно широкая, сбалансированная с телом. Морда сужается к носу, её длина составляет около 40 % полной длины головы. Нос маленький, чёрный, губы чёрные. Глаза тёмно-коричневые, маленькие, миндалевидные, не навыкате, не запавшие, острый, живой взгляд, веки чёрные. Уши стоят торчком, очень маленькие, треугольные (максимально приближенные по форме к равностороннему треугольнику), посажены высоко, но не слишком близко друг к другу, очень подвижные.
Шея сильная, мускулистая, средней длины, кажется объёмной из-за обилия шерсти.
Тело короткое и широкое, коренастое, но не объёмистое и тяжёлое, в идеале вписывается в квадрат. Спина короткая, прямая и сильная. Хвост посажен высоко, некоторые собаки рождаются совершенно бесхвостыми или с рудиментарным или коротким хвостом.
Конечности прямые, параллельные, мускулистые. Бёдра задних конечностей кажутся больше из-за обильной шерсти. Лапы маленькие, круглые (кошачья лапа), с короткими чёрными когтями.
Шерсть обильная, густая, прямая и достаточно грубая, формирует превосходную защиту вместе с мягким плотным подшёрстком. Очень короткая шерсть на ушах, голове. На теле шерсть средней длины, плотно прилегающая. Вокруг шеи шерсть намного более длинная и не прилегающая к телу. Начиная от ушей, особенно у кобелей, но также и у сук, шерсть формирует воротник (длинная шерсть вокруг шеи, пучками по обеим сторонам), гриву (длинная шерсть на верхней части шеи до холки и плеч), и жабо (длинная шерсть на нижней стороне шеи и груди, простирающаяся между лап и на постепенно исчезающая на нижней стороне груди). Длинная и пышная шерсть на задней стороне бёдер образует типичные «штаны». Хвост покрыт шерстью такой же длины, как по всему телу. Окрас полностью чёрный. Подшёрсток может быть тёмно-серым, если он полностью скрыт покровным волосом.
Вес может быть от 3 до 9 кг. Средний вес 4—7 кг.

## Характер
Схипперке — замечательная маленькая сторожевая собака, исключительно чуткая, переполненная энергией, сторонящаяся чужих. Он активный, шустрый, неутомимый, непрестанно интересуется окружающим. Способен укусить, если кто-то приближается к объекту, который он охраняет. Очень ласков с детьми, всегда интересуется, что происходит за закрытой дверью или предметом, который движется. Показывает реакцию пронзительным лаем и поднятой гривой. С интересом охотится на крыс, кротов и других мелких животных.